# 超級雞馬
《超級雞馬》是加拿大工作室Clever Endeavour Games開發和發行的多人競技平台遊戲，於2016年3月4日在Microsoft Windows上發布，2017年12月在PlayStation 4和Xbox One上發布，2018年9月25日在任天堂Switch上發布。

## 遊戲機制
在《超級雞馬》這款平台遊戲中，玩家會扮演一種動物，在兩地之間建構平台，並踩著平台抵達對面，奪得對面的旗幟。玩家的目標是盡可能增加對手的障礙，並確保自己有辦法通過這些平台。如果無人奪得旗幟或眾人皆奪得旗幟，則無人得分。在每一輪賽事中，玩家都會依據各自的成就獲得獎勵分數，例如首先奪得旗幟或設置陷阱被啟動，每輪賽事的時間約為1分鐘。
遊戲的PC、任天堂Switch、Xbox和PlayStation版支援跨版本線上及單機遊玩。

## 開發
《超級雞馬》的遊戲概念首次出現於2014年9月的Game Jam期間，開發者Richard Atlas在接受Gamasutra採訪時表示，當時自己正在籌組Clever Endeavour Games。之後團隊的成員包括曾參與《Gardenarium》和《邊緣世界》等遊戲的人員。遊戲的開發引擎是Unity。

## 迴響
根據匯總媒體Metacritic，PlayStation4版《超級雞馬》獲得普遍好評，雜誌《The Escapist》評道，這款遊戲「盡可能地盡善盡美，但還是有些小問題，讓它沒辦法成為偉大的作品」，並建議遊戲「提供新玩家更多搭建平台的指南」。

## 外部連結
- 官方网站